# شلدون بتو
شلدون بتو (انگلیسی: Sheldon Bateau؛ زادهٔ ۲۹ ژانویهٔ ۱۹۹۱) بازیکن فوتبال اهل ترینیداد و توباگو است.
از باشگاه‌هایی که در آن بازی کرده‌است می‌توان به باشگاه فوتبال کریلیا سووتوف سامارا و باشگاه فوتبال مشلان اشاره کرد.
وی همچنین در تیم‌های ملی فوتبال زیر ۲۰سال، زیر ۲۳ سال، و ترینیداد و توباگو بازی کرده‌است.